# Tsaghkunk (Gegharkunik)
Tsaghkunk (in armeno Ծաղկունք?) è un comune dell'Armenia di 1 186 abitanti (2009) della provincia di Gegharkunik.